# Nadège N’Guessan
Nadège Koffi N’Guessan (* 26. August 1989  in Yamoussoukro) ist eine ivorische Fußballspielerin.

## Karriere

### Verein
N’Guessan startete ihre Karriere mit den Tigresses de la Marahoué. Nachdem sie sämtliche Jugendteams in der Région de la Marahoué in Kouétinfla durchlaufen hatte, wechselte sie 2005 zu Juventus de Yopougon. Mit Juventus stieg sie 2006 in die Ligue 1 auf und wurde 2007 sogar  Torschützenkönigin. Ein Jahr später wurde N’Guessan in der Saison 2008 zur Mittelfeldspielerin des Jahres gekürt und erreichte den zweiten Platz bei der Wahl zur Spielerin des Jahres.

### Nationalmannschaft
Seit 2008 steht sie im Kader der ivorischen Fußballnationalmannschaft und wurde am 26. Oktober 2012 für den Kader zur Afrikameisterschaft der Frauen nominiert.

### Erfolge
- 2007: Torschützenkönigin
- 2008: Mittelfeldspielerin des Jahres